# ラ・マサナ教区
ラ・マサーナ(La Massana)教区は、アンドラ公国の教区の一つである。